# 栎阳街道
栎阳街道，是中华人民共和国陕西省西安市临潼区下辖的一个乡镇级行政单位。

## 行政区划
栎阳街道下辖以下地区：
栎阳社区、栎阳村、安李村、胡张村、东庙村、南寨村、卷子村、齐家村、义和村、朝邑村、瓦郑村和观高村。